# Višnje (gmina Ajdovščina)
Višnje – miejscowość w Słowenii w gminie Ajdovščina.